# Tridesmodes ramiculata
Tridesmodes ramiculata là một loài côn trùng trong họ Thyrididae. Loài này được Warren miêu tả khoa học đầu tiên năm 1899.
Đây là loài gây hại của cây Terminalia ivorensis, phát triển phổ biến ở Ghana.